# 拉滕 (施泰尔马克州)
拉滕是奥地利施泰尔马克州魏茨县的一个市镇。总面积28.72平方公里，总人口1217人，人口密度42.4人/平方公里（2005年）。